# Šime
Šime (uttalas: [ʃǐːme]) är ett kroatisk mansnamn och liksom Simon en variant av det hebreiska namnet Simeon. 

## Personer med namnet Šime
- Šime Budinić (1535–1600) – präst och författare
- Šime Ljubić (1822–1896) – historiker
- Šime Đodan (1927–2007) – politiker och ekonom
- Šime Luketin (1953–) – fotbollsspelare
- Šime Vrsaljko (1992–) – fotbollsspelare